# سارا لنس
سارا لنس ، که با نام خوددیگرش قناری سفید نیز شناخته می شود ، شخصیتی خیالی در فرنچایز ارو ورس سی دابلیو است که اولین بار در قسمت آزمایشی سال ۲۰۱۲ سریال تلویزیونی ارو و بعداً در افسانه های فردا حضور پیدا کرد. این شخصیت یک شخصیت اصلی سریال های تلویزیونی است که توسط گرگ برلانتی ، مارک گوگنهایم و اندرو کریزبرگ ساخته شده است ، اما شامل شخصیت ها و عناصر ترسیمی شخصیت دی سی کامیکس به نام بلک کنیری است . سارا لنس در ابتدا توسط ژاکلین مکنلس وود در قسمت آزمایشی به تصویر کشیده شد و از آن زمان تاکنون به‌طور مداوم توسط کیتی لاتز به تصویر کشیده شده است. 
سارا در ابتدا از لقب قناری استفاده میکرد، که ترجمه ای از نام او در لیگ قاتلان الطائر الأصفر ( Ta-er al-Sahfer ) است ،که به "پرنده زرد" ترجمه شده است. او بعد از پیوستن به افسانه های فردا، لقبش را به قناری سفید تغییر کرد. 
لاتز به عنوان سارا لنس و شخصیت ابرقهرمانی خود در سریال های تلویزیونی ارو ، فلش ، افسانه های فردا و سوپرگرلl ، که همه در ارو ورس قرار دارند ظاهر شده است. این شخصیت همچنین در یک سری کتاب های کمیک دیجیتال ظاهر شده است.